# إسبيال
بلدية إسبايل (بالإسبانية: Espiel)‏، هي إحدى بلديات مقاطعة قرطبة إحدى مقاطعات إسبانيا، و التي تقع في منطقة الأندلس جنوب إسبانيا.
يبلغ عدد سكانها 2.447 نسمة وفقاً لإحصائية سنة (2007).